# Жаримбетов, Мантай
Мантай Жаримбетов (1912 год, Алгабас, Туркестанский край, Российская империя — дата и место смерти не известны) — колхозник, звеньевой колхоза «Алгабас» Тюлькубасского района Чимкентской области, Казахская ССР. Герой Социалистического Труда (1967).

## Биография
Происходит из рода Шымыр племени дулат. Родился в 1912 году в ауле Алгабас, Туркестанский край (сегодня — Тюлькубасский район Южно-Казахстанской области, Казахстан). С 1936 года по 1942 год работал в колхозе «2-й Тюлькубас». В 1942 году был призван в Красную Армию. Участвовал в Великой Отечественной войне. После демобилизации в 1943 году возвратился в родной колхоз. С 1950 года работал звеньевым полеводческого звена в колхозе «Алгабас» Тюлькубасского района Чимкентской области.
В 1965 году полеводческое звено, которым руководил Мантай Жаримбетов, собрало по 19 центнеров зерновых с участка площадью 162 гектаров. В 1966 году звено собрало по 31,8 центнеров зерновых с участка площадью 116 гектаров. За эти достижения был удостоен в 1967 году звания Героя Социалистического Труда.

## Награды
- Герой Социалистического Труда — указом Президиума Верховного Совета СССР от 19 апреля 1967 года;
- Орден Ленина (1967);

## Память
В 2007 году в его честь было названо село Мантая Жаримбетова в Тюлькубасском районе Южно-Казахстанской области (бывшее село Второй Тюлькубас).